# Esteban Gumucio Vives
Esteban Gumucio Vives, né le 3 septembre 1914 à Santiago du Chili et décédé le 6 mai 2001 dans cette même ville, est un prêtre catholique chilien, membre de la Congrégation des Sacrés-Cœurs de Picpus. Provincial et maître des novices de son institut, il est aussi connu pour son engagement envers les populations les plus pauvres dans les périphéries de Santiago et reconnu comme un maître de vie spirituelle. L'Église catholique a entamé la procédure pour sa béatification.

## Biographie

### Études et formation
Fils de Rafael Luis Gumucio et d'Amalia Vives, il est baptisé dans la paroisse Santa Ana de Santiago le 7 septembre 1914, sous le nom de Joaquín Benedicto. Après l'école élémentaire, il fait ses études en humanité au Collège des Sacrés-Cœurs d'Alameda. Il intègre la Congrégation des Sacrés-Cœurs de Picpus à l'âge de 18 ans et commence son noviciat à Los Perales avec la prise d'habit le 28 février 1932. Ses supérieurs l'estiment pour son sérieux dans les études et pour sa sympathie.
Il fait sa profession religieuse à Valparaíso le 12 mars 1933 sous le nom d'Esteban. Après avoir effectué ses études en philosophie et en théologie au scolasticat de Los Perales il commence sa formation à la prêtrise. Il reçoit l'ordination sacerdotale le 17 décembre 1938 à Valparaíso, des mains de Mgr Rafael Lira Infante.

### Provincial et maître des novices
En septembre 1939 il est envoyé comme professeur au Collège des Sacrés-Cœurs de Valparaíso. Dès l'année suivante il est envoyé au Collège tenu par sa congrégation à Santiago. Il restera à ce poste jusqu'au 1er février 1947, date à laquelle Esteban Gumucio Vives est nommé supérieur de la communauté de Santiago. Dès le 21 mai suivant il est nommé provincial, c'est-à-dire supérieur de l'ensemble des communautés de sa congrégation au Chili et au Pérou. Il exercera cette charge jusqu'en septembre 1953. Pendant son gouvernorat, il travaille à développer la congrégation au Pérou et obtient en 1952 l'indépendance de cette province par rapport à la province chilienne. Il encourage aussi l'éducation et deviendra président de la Fédération des Collèges Catholiques Chiliens.
En septembre 1953, à la fin de son mandat, il est élu vice-provincial (charge qu'il occupera jusqu'en 1959) et sera dans le même temps supérieur de la communauté de Santiago. Esteban Gumucio Vives sera conseiller provincial pendant de nombreuses années. Il participa à tous les chapitres provinciaux de sa congrégation de 1967 à 2000 et même au chapitre général de 1970 tenu à Rome.
En plus de ces responsabilités, il est nommé maître des novices à Los Perales en décembre 1955, charge qu'il occupera jusqu'en 1963. Il sera apprécié des futurs religieux et marquera plusieurs générations des religieux chiliens des Sacrés-Cœurs de Picpus. Il reviendra à la fonction de maître des novices de 1977 à 1983 soit à Santiago soit à Talcahuano.

### Dans les périphéries de Santiago
En 1964, il est envoyé dans la périphérie de Santiago avec un groupe de jeunes prêtres. Il fonde la paroisse San Pedro y San Pablo dans la zone ouvrière au sud de la ville. Il sera le premier curé de celle-ci, de 1965 à 1971. Il la quitta à quelques reprises lorsqu'il servait comme maître des novices mais travailla dans cette paroisse jusqu'à sa mort. Il s'occupe de l'éducation de la jeunesse défavorisée, défend les intérêts des ouvriers mais se dévoue surtout à ramener ce milieu à la pratique religieuse.
En 1990, il s'installe dans la communauté au sud de Santiago et s'occupe de la paroisse San Pedro y San Pablo et de la paroisse San Damian de Molokai. Dans le même temps, il se fait prédicateur, et prêche de nombreuses retraites pour le clergé chilien. Comme il l'avait fait tout au long de sa vie, il mène son prêche aussi à travers des écrits, des articles dans des journaux et sera reconnu par ses confrères comme un maître de vie spirituelle. Il s'occupe aussi des jeunes mariés et des personnes âgées.
En mai 2000, on lui diagnostique un cancer du pancréas. Il meurt le 6 mai 2001.

## Béatification
La cause pour la béatification et la canonisation d'Esteban Gumucio Vives débute le 20 mai 2010 dans l'archidiocèse de Santiago. L'enquête diocésaine se clôture le 30 mai 2014 et elle est envoyée, sous forme de Positio, à Rome pour y être étudiée par la Congrégation pour les causes des saints.